# نجات از شکار شدن
نجات از شکار شدن (انگلیسی: Surviving the Game) یک فیلم دلهره‌آور اَکشن به کارگردانی ارنست دیکرسون است که در سال ۱۹۹۴ منتشر شد. این فیلم بر پایهٔ داستان کوتاه خطرناک‌ترین شکار اثرِ ریچارد کانل ساخته شده و دربارهٔ مرد بی‌خانمانی است که از یک سرمایه‌دار ثروتمند، پیشنهاد کار در یک کلبهٔ جنگلی را دریافت می‌کند، اما خیلی زود متوجه می‌شود که طعمهٔ یک بازی شکارِ انسان شده‌است.

## بازیگران
- آیس-تی
- روتخر هاور
- چارلز اس. داتون
- گری بیوسی
- اف. موری آبراهام
- جان کریستوفر مک‌گینلی
- ویلیام مک‌نامارا
- جف کوری